# 레나타 테발디

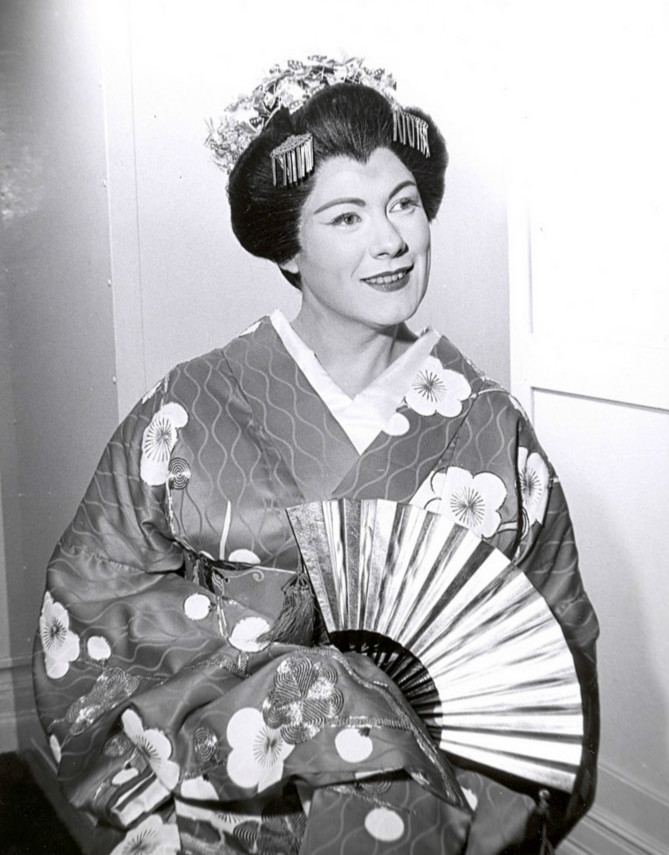

레나타 테발디(Renata Ersilia Clotilde Tebaldi, 1922년 2월 1일 ~ 2004년 12월 19일)는 이탈리아의 리리코 스핀토 소프라노이다.

## 생애 및 활동
페사로에서 태어나 모친의 고향인 파르마에서 어린 시절을 보냈다. 파르마의 보이토 음악원을 졸업한 뒤 당시 푸치니 가수로 알려졌던 카르멘 멜리스에게 사사하였다. 1944년 로비고에서 아리고 보이토의 〈메피스토펠레〉로 데뷔하였으며 그 뒤 토스카니니의 오디션을 받아 유럽 각지에서 활약하였다. 1955년에는 메트로폴리탄에 초청되어 〈오텔로〉의 디즈데모나 역을 맡았다. 1965년에 약 1년간 목소리의 조정 때문에 무대를 떠났으나 곧 회복하여 주로 미국에서 활약하였다.
대표적인 배역으로 라 보엠의 '미미'와 나비 부인의 '나비부인(쵸쵸상)'이 있다.

## 평가
1950년대부터 1960년대는 테발디와 칼라스의 2대 프리마돈나 시대였다고 할 수 있다. 개성이 강렬한 칼라스에 대하여 테발디의 예술은 어디까지나 정통적(正統的)인 폭의 넓이를 지니며 그 가창이나 발성이 모범이 된다고 평가받는다.

## 같이 보기
- 마리아 칼라스